# 福雷斯特海茨 (馬里蘭州)
福雷斯特海茨（英語：Forest Heights）是一個位於美國馬里蘭州佐治王子縣的市鎮。

## 人口
根據2020年美國人口普查的數據，福雷斯特海茨的面積為4.54平方千米，當中陸地面積為4.28平方千米，而水域面積為0.26平方千米。當地共有人口2658人，而人口密度為每平方千米585人。